# سد نوزایی بزرگ
سد نوزایی بزرگ اتیوپی (امهری: ታላቁ የኢትዮጵያ ሕዳሴ ግድብ)، (به انگلیسی: Grand Ethiopian Renaissance Dam) که بصورت خلاصه با نام سد نوزایی (Renaissance Dam) نیز شناخته می‌شود، یک سد وزنی بر روی رودخانه نیل آبی در اتیوپی است که پروژه آن از سال ۲۰۱۱ آغاز شد. این سد در منطقه بنیشانگول-گوموز اتیوپی، حدود ۱۵ کیلومتر مرز با سودان است.
نخستین فاز پرشدن این سد در سال ۲۰۲۰ میلادی آغاز شد و پر شدن آن ۴ تا ۷ سال به طول خواهد انجامید. دومین فاز پر شدن سد در سال ۲۰۲۱ بدون جلب رضایت سودان و مصر انجام شد.
هدف اصلی این سد تولید برق برای رفع کمبود شدید انرژی در اتیوپی و صادرات برق به کشورهای همسایه است. با ظرفیت نصب شده ۶٫۴۵ گیگاوات، پس از اتمام، این سد بزرگترین نیروگاه برق آبی در آفریقا و همچنین  هفتمین نیروگاه بزرگ جهان خواهد بود.